# Panhard & Levassor M4F

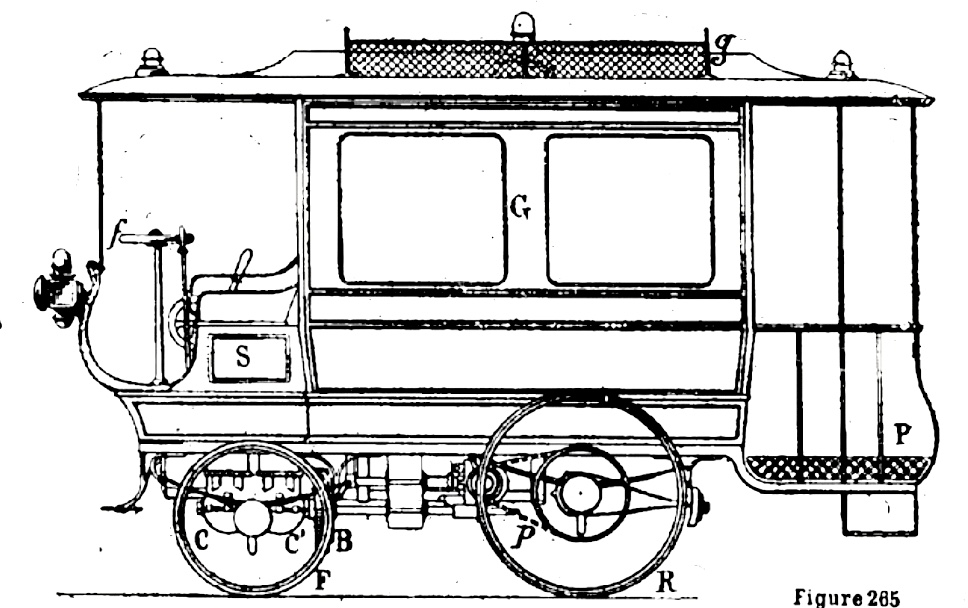
Als Omnibus mit 14 Sitzen

Der Panhard & Levassor M4F ist ein Pkw-Modell der 1890er Jahre. Hersteller war Panhard & Levassor in Frankreich.

## Beschreibung
Die nationale Zulassungsbehörde in Frankreich begann erst 1899 damit, Kraftfahrzeuge systematisch zu prüfen und Typenbescheinigungen auszustellen. Da dieses Modell bereits 1895 eingeführt wurde, gibt es keine offizielle Typenbezeichnung. Der Modellname leitet sich vom verwendeten Motor ab. Das „M“ steht für den sogenannten Phénix-Motor nach einer Lizenz von der Daimler-Motoren-Gesellschaft. Die „4“ zeigt die Anzahl der Zylinder an.
Es ist ein Vierzylinder-Reihenmotor. 90 mm Bohrung und 130 mm Hub ergeben 3308 cm³ Hubraum. 12 CV sind angegeben. Dabei ist unklar, ob es die steuerliche Einstufung nach Cheval fiscal oder die tatsächliche Motorleistung in PS ist.
Das Fahrgestell war in Längen von 180 cm und 265 cm erhältlich. Aufbauten als Break, Phaeton, Limousine, Kastenwagen und Kleinbus sind bekannt. Eine Zeichnung zeigt einen Omnibus mit 4 Sitzen.
1897 wurden zwei Fahrzeuge hergestellt und im darauffolgenden Jahr drei. 1899 folgte der Type B1/B2 mit dem gleichen Motor.

## Motorsport
Das Modell wurde auch bei Autorennen eingesetzt.

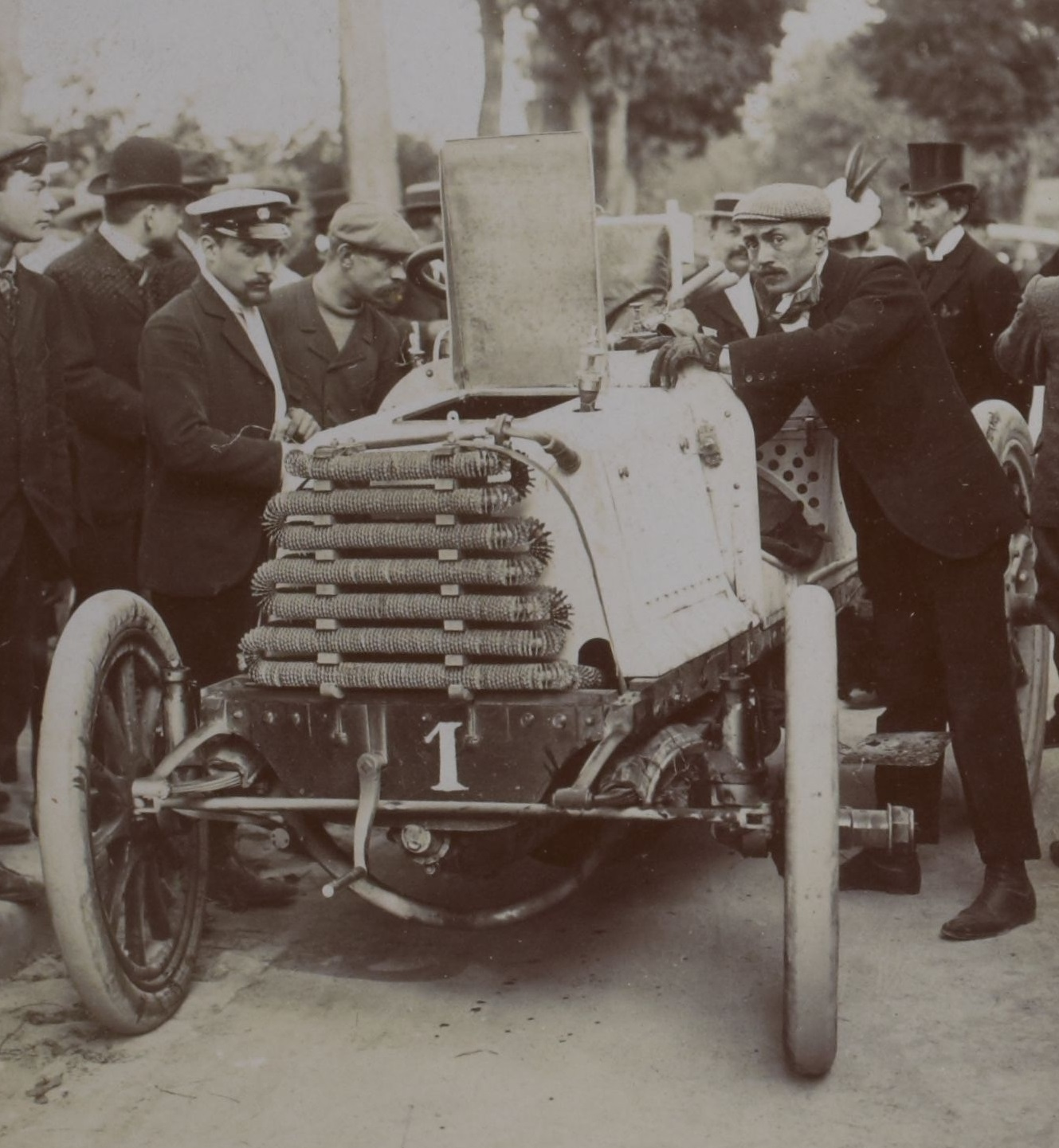
Fernand Charron